# Danica Curcic
Danica Curcic (in serbo Даница Ћурчић?, Danica Ćurčić; Belgrado, 27 agosto 1985) è un'attrice danese di origine serba.

## Biografia
Nel 1986, all'età di un anno, Danica Curcic si è trasferita con la sua famiglia da Belgrado a Copenaghen, dove suo padre lavorava presso l'ambasciata jugoslava. Curcic ha frequentato il Sankt Annæ Gymnasium prima di laurearsi in studi cinematografici e mediatici all'Università di Copenaghen. Ha poi trascorso un anno in California dove ha preso lezioni di recitazione presso la Dell'Arte International School of Physical Theatre, e successivamente si è iscritta alla Danish National School of Performing Arts, dove si è diplomata nel 2012.

## Filmografia

### Lungometraggi
- Over kanten, regia di Laurits Munch-Petersen (2012)
- Oasen, regia di Carl Marott (2013)
- All Inclusive, regia di Hella Joof (2014)
- Lev stærkt, regia di Christian E. Christiansen (2014)
- The Absent One - Battuta di caccia (Fasandræberne), regia di Mikkel Nørgaard (2014)
- Stille hjerte, regia di Bille August (2014)
- Goldcoast, regia di Daniel Dencik (2015)
- Lang historie kort, regia di May el-Toukhy (2015)
- Fuglene over sundet, regia di Nicolo Donato (2016)
- Darling, regia di Birgitte Stærmose (2017)
- Mødregruppen, regia di Charlotte Sachs Bostrup (2019)
- Out Stealing Horses - Il passato ritorna (Ut og stjæle hester), regia di Hans Petter Moland (2018)
- Undtagelsen, regia di Jesper W. Nielsen (2020)
- Un'ombra negli occhi (Skyggen i mit øje), regia di Ole Bornedal (2021)
- Murina, regia di Antoneta Alamat Kusijanović (2021)
- Mpak, regia di Dusan Milic (2022)
- Ønskebarn, regia di Cecilie McNair (2022)
- Urstyrlig, regia di Malou Reymann (2023)

### Televisione
- Loro uccidono (Den som dræber) – serie TV, episodio 1x09 (2011)
- Wallander – serie TV, episodio 3x04 (2015)
- The Bridge - La serie originale (Bron/Broen) – serie TV, 4 episodi (2013)
- Nobel – serie TV (2016)
- La nebbia (The Mist) – serie TV (2017)
- Warrior - La guerra in casa (Kriger) – serie TV (2018)
- Equinox – serie TV (2020)
- L'uomo delle castagne (Kastanjemanden) – serie TV (2021)
- Reservatet - La riserva - serie TV (2025)

### Doppiaggio
Versione in lingua danese:
- GoGo Tomago in Big Hero 6 (2014)
- Evelyn Deavor in Gli Incredibili 2 (2018)
- Adelina Fortnight in Mister Link (2019)

## Riconoscimenti (parziale)
- Festival internazionale del cinema di Berlino
  - 2014 – Shooting Star Award[2]
- Premio Bodil
  - 2015 – Candidatura alla miglior attrice non protagonista per The Absent One - Battuta di caccia
  - 2015 – Miglior attrice protagonista per Stille hjerte[3]

## Doppiatrici italiane
- Mattea Serpelloni in The Absent One - Battuta di caccia
- Gaia Bolognesi in La nebbia
- Sabine Cerullo in Out Stealing Horses - Il passato ritorna
- Monica Vulcano in Warrior - La guerra in casa
- Benedetta Degli Innocenti in Equinox, L'uomo delle castagne